# Arthuricornua anendopodia
Arthuricornua anendopodia is een eenoogkreeftjessoort uit de familie van de Ancorabolidae. De wetenschappelijke naam van de soort is voor het eerst geldig gepubliceerd in 2001 door Conroy-Dalton.